# MuséoParc Alésia

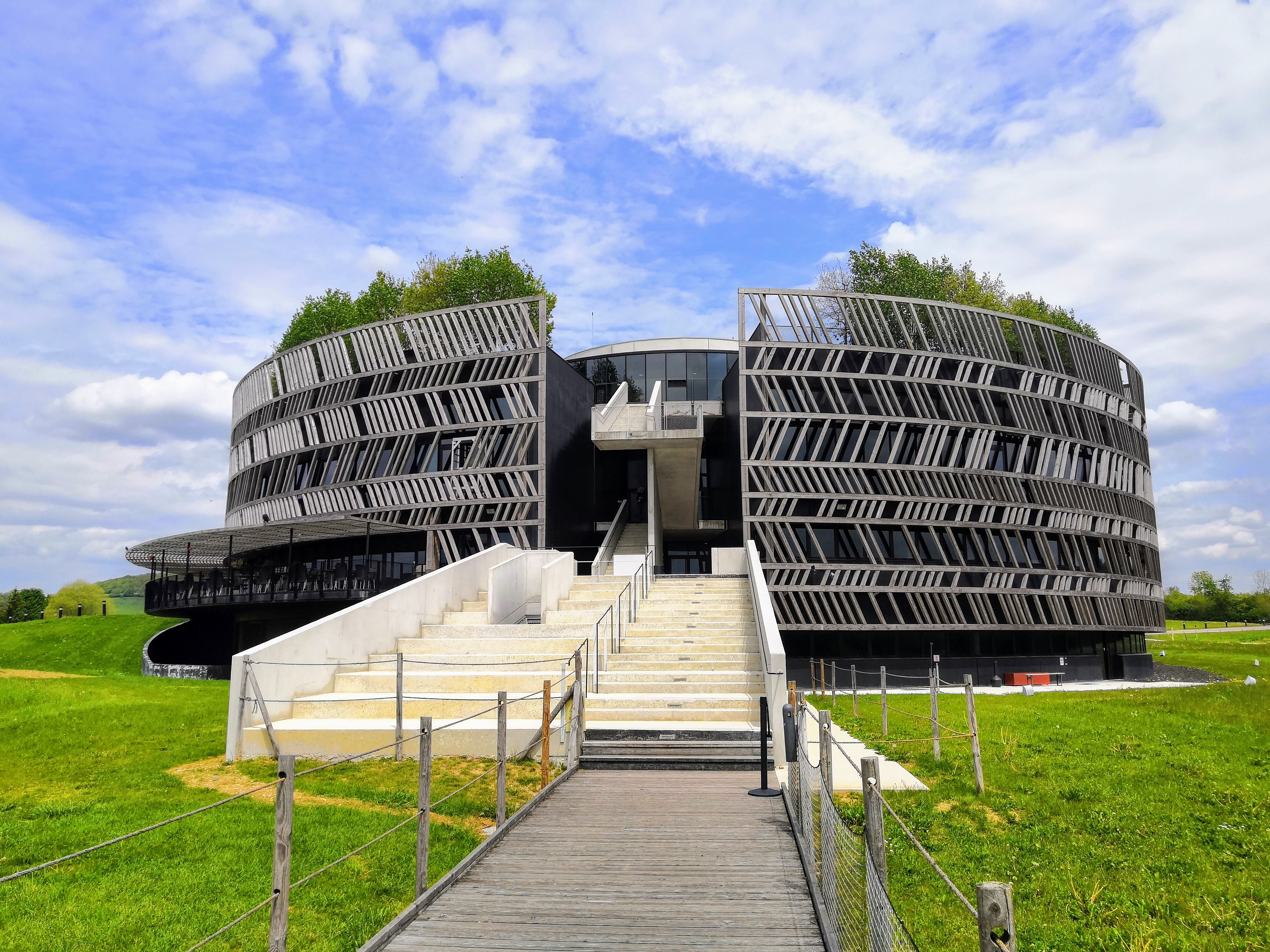
MuséoParc Alésia

Het MuséoParc Alésia is een museum in Alise-Sainte-Reine in Bourgogne-Franche-Comté in Frankrijk. Het ronde museumgebouw telt drie verdiepingen en werd ontworpen door architect Bernard Tschumi. De ronde vorm symboliseert de omsingeling van de Galliërs; de houten bekleding verwijst naar de Romeinse versterkingen. Het panoramaterras biedt uitzicht op het slagveld van Alesia.  
In het tentoonstellingsparcours wordt de geschiedenis van het beleg van Alesia (52 v.C.) uit de doeken gedaan aan de hand van maquettes, films, archeologische vondsten en interactieve panelen. Er wordt onder andere aandacht besteed aan de mythische beeldvorming rond de Galliërs, de Gallische en Romeinse legers, de context, de logistiek en de historische gebeurtenissen rond het beleg. Op het terrein naast het museum werden de Romeinse versterkingen nagebouwd.